# Казорцо
Казорцо (итал. Casorzo) је насеље у Италији у округу Асти, региону Пијемонт.
Према процени из 2011. у насељу је живело 617 становника. Насеље се налази на надморској висини од 254 м.

## Становништво
| 1936. | 1951. | 1961. | 1971. | 1981. | 1991. | 2001. | 2011. |
| ----- | ----- | ----- | ----- | ----- | ----- | ----- | ----- |
| 1.696 | 1.449 | 1.191 | 916   | 825   | 697   | 687   | 657   |